# Sean Murray (voetballer)
Sean Michael Murray (Abbots Langley, 11 oktober 1993) is een Iers voetballer die als middenvelder speelt. Hij stroomde in 2010 door vanuit de jeugd van Watford.

## Clubcarrière
Murray sloot zich op negenjarige leeftijd aan bij Watford. In juli 2010 tekende hij zijn eerste profcontract. Op 30 april 2011 debuteerde hij in de Championship tegen Queens Park Rangers. Eén week later kreeg hij zijn eerste basisplaats tegen Preston North End. In februari 2012 scoorde hij zijn eerste profdoelpunt tegen Leicester City. Hij kreeg in het seizoen 2011/12 de prijs voor jonge speler van het jaar bij Watford. Watford verhuurde Murray in augustus 2015 voor een halfjaar aan Wigan Athletic.

## Interlandcarrière
Murray kwam uit voor diverse Ierse nationale jeugdelftallen. Hij debuteerde in 2012 in Ierland -21.
1 Bachmann ·
2 Ngakia ·
3 Sierralta ·
5 Porteous ·
6 Pollock ·
7 Ince ·
8 Tsjakvetadze ·
10 Louza ·
11 Vata ·
12 Sema ·
13 Almeida ·
14 Dwomoh ·
15 Tikvić ·
16 Keben ·
17 Sissoko  ·
18 Jebbison ·
19 Bayo ·
20 Doumbia ·
21 Ogbonna ·
22 Morris ·
23 Bond ·
24 Dele-Bashiru ·
34 Baah ·
36 Ebosele ·
37 Larouci ·
39 Kayembe ·
45 Andrews ·
Coach: Cleverley